# 哈里斯鎮區 (伊利諾伊州富爾頓縣)
哈里斯鎮區（英語：Harris Township）是位於美國伊利諾伊州富爾頓縣的一個行政鎮區。

## 地方資料
根據2010年美國人口普查的數據，哈里斯鎮區的面積為88.90平方千米，當中陸地面積為88.60平方千米，而水域面積為0.30平方千米。當地共有人口355人，而人口密度為每平方千米3.99人。